# Gomero (aborigen de La Gomera)
Gomero/a es la denominación que reciben los primeros pobladores que habitaron la isla de La Gomera —Canarias, España— antes de la conquista europea en el siglo XV, siendo uno de los pueblos aborígenes canarios entroncados genética y culturalmente con los bereberes del norte de África.
Son también conocidos como antiguos gomeros o gomeros prehispánicos, sobre todo para diferenciarlos de los modernos habitantes de La Gomera.
Los aborígenes gomeros habitaron la isla de manera aislada desde por lo menos el siglo I d. C. hasta el redescubrimiento del archipiélago canario por los europeos a finales del siglo XIII. La posterior colonización castellana a lo largo del siglo XV provocó la práctica desaparición de su cultura, organización social y su lenguaje, no así de su población, cuyo bagaje genético sobrevive en los modernos habitantes de la isla.
Se trataba de una sociedad tribal con una cultura material inmersa en el Neolítico basada en una industria lítica, al carecer de metales en la isla, y en una cerámica hecha a mano sin torno. Habitaban en cuevas naturales y chozas de piedra, vestían con pieles, y para su sustento se dedicaban principalmente a la ganadería de cabras y ovejas, actividad que complementaban con una agricultura básica de la cebada, el marisqueo y con la recolección de productos silvestres.
Creían en la existencia de una entidad divino-demoníaca que se les aparecía en forma de perro antropomorfo, para quien practicaban ofrendas quemando restos animales y realizando libaciones de leche en altares de piedra.

## Economía y subsistencia

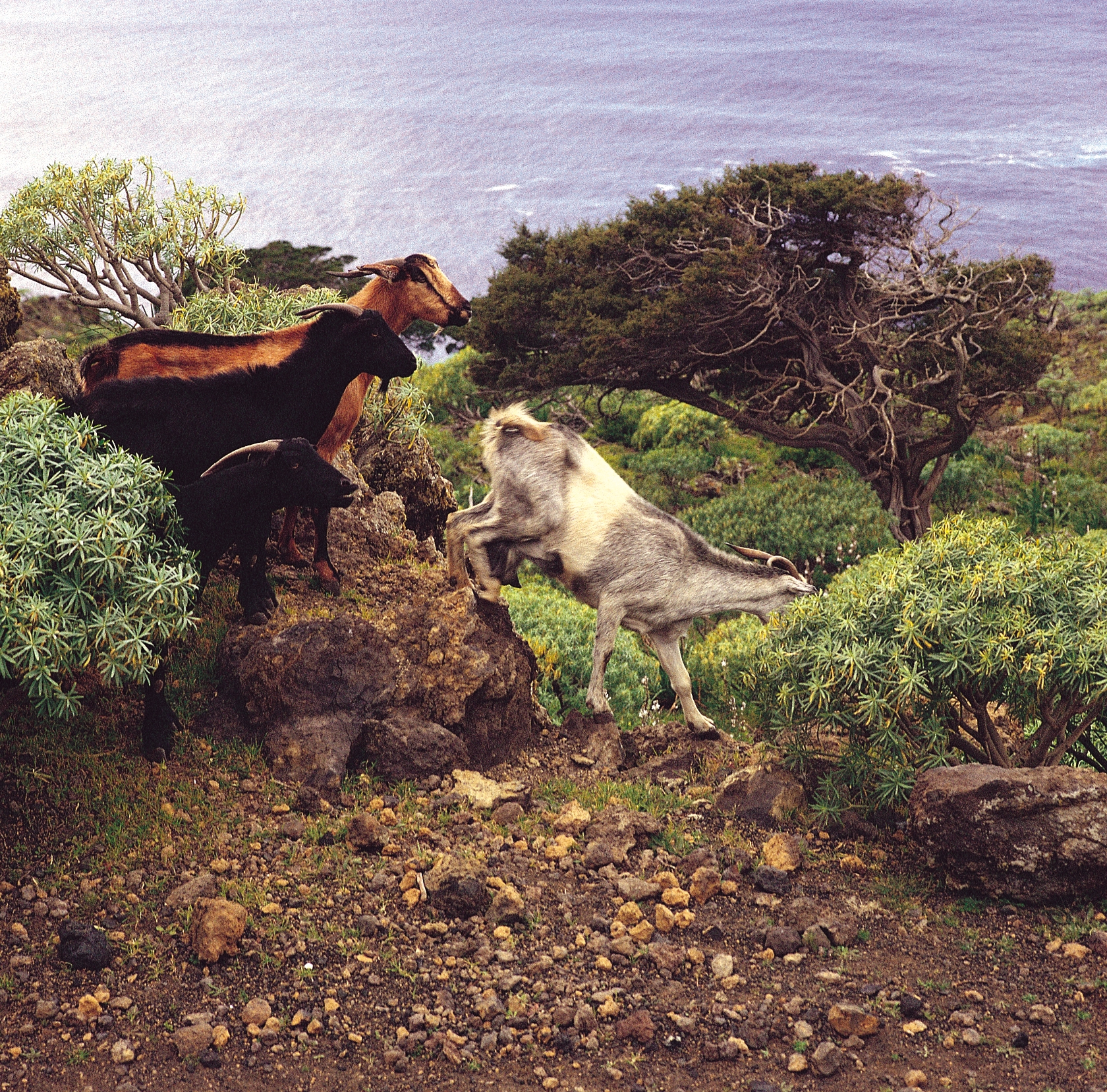
El pastoreo de cabras y ovejas constituía la principal actividad de los gomeros prehispánicos.

### Otras construcciones

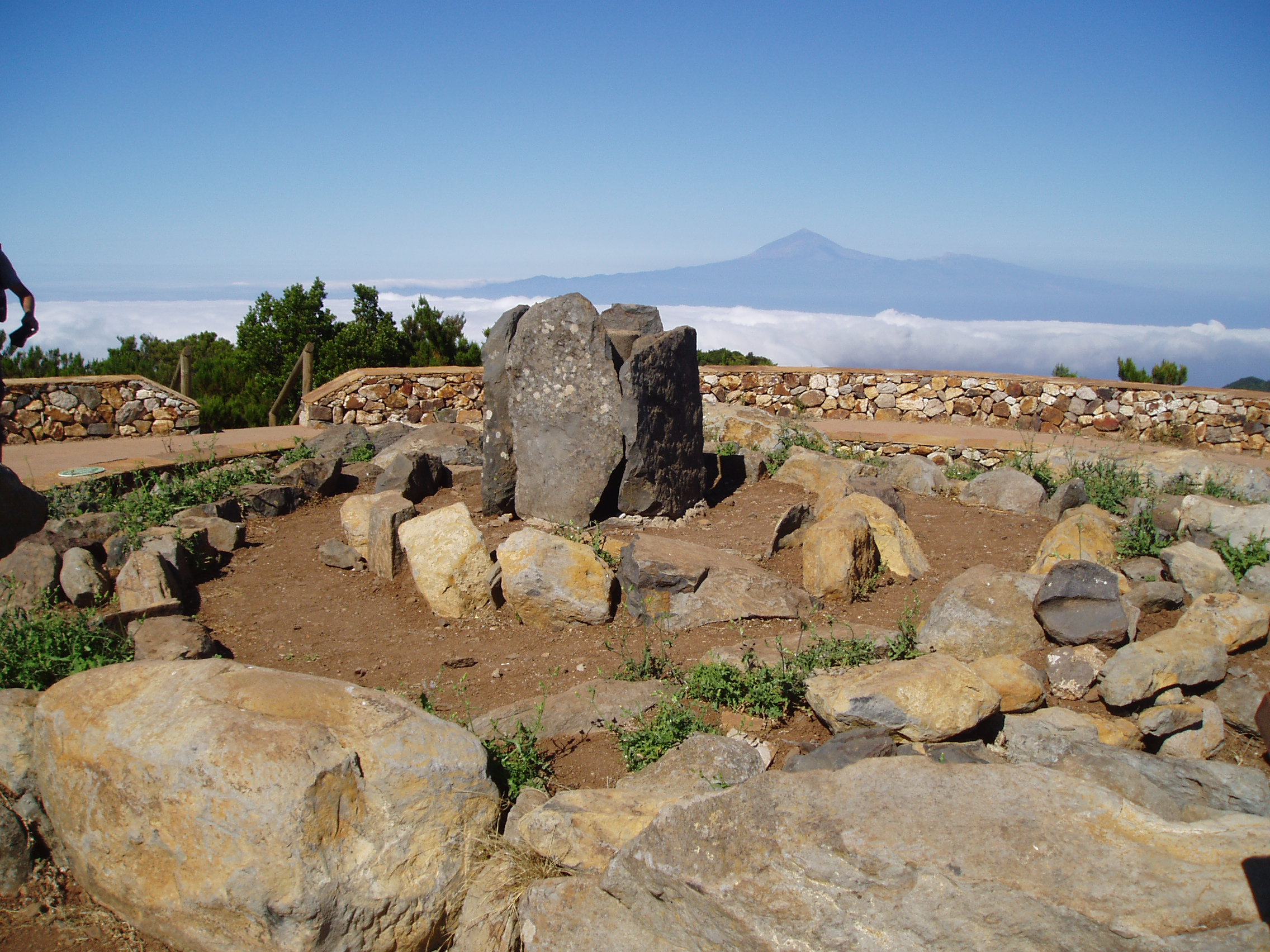
Reconstrucción de un ara de sacrificio en el Alto de Garajonay.

## Organización sociopolítica

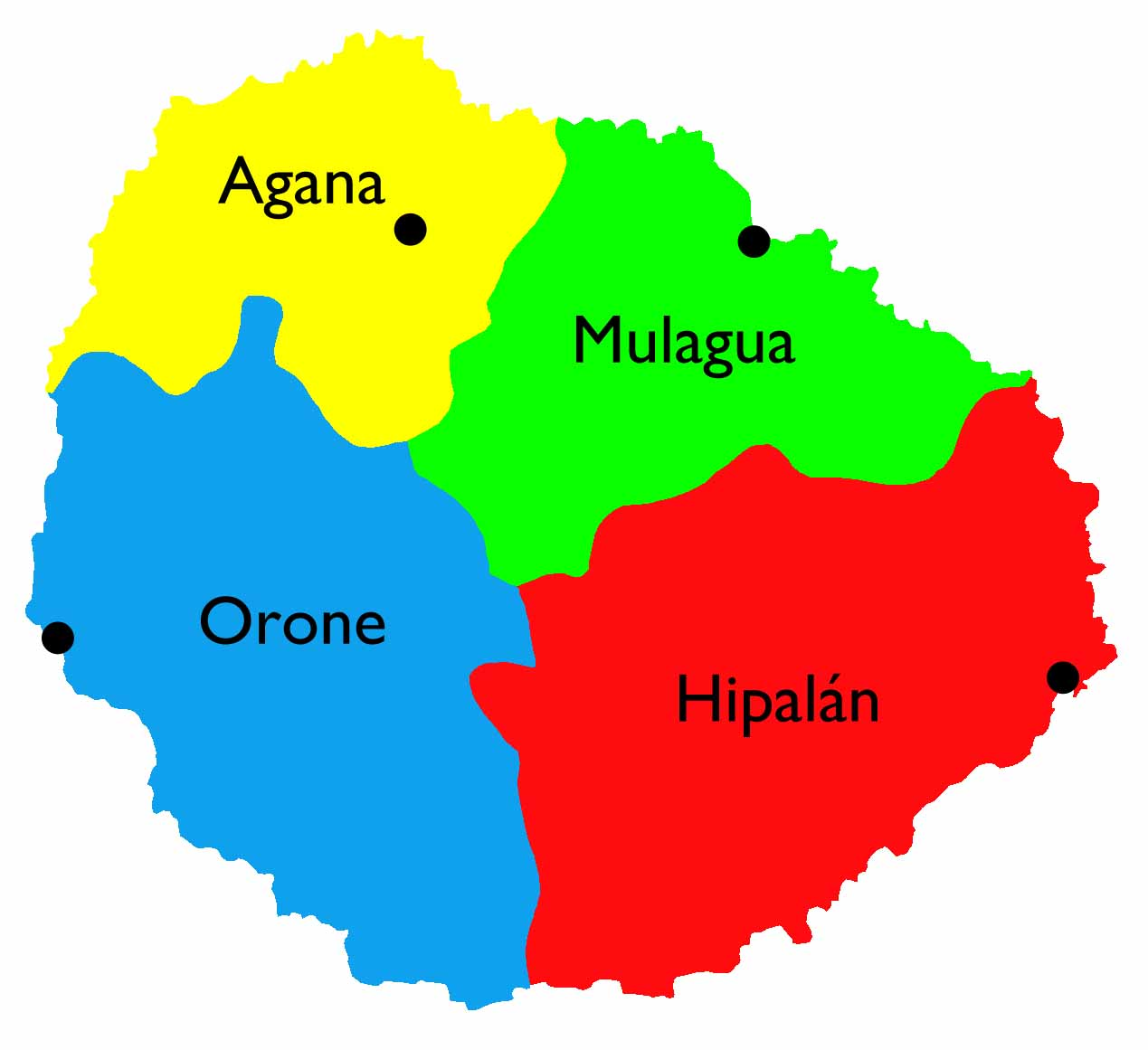
División de la isla en bandos tribales.

### Lugares de culto

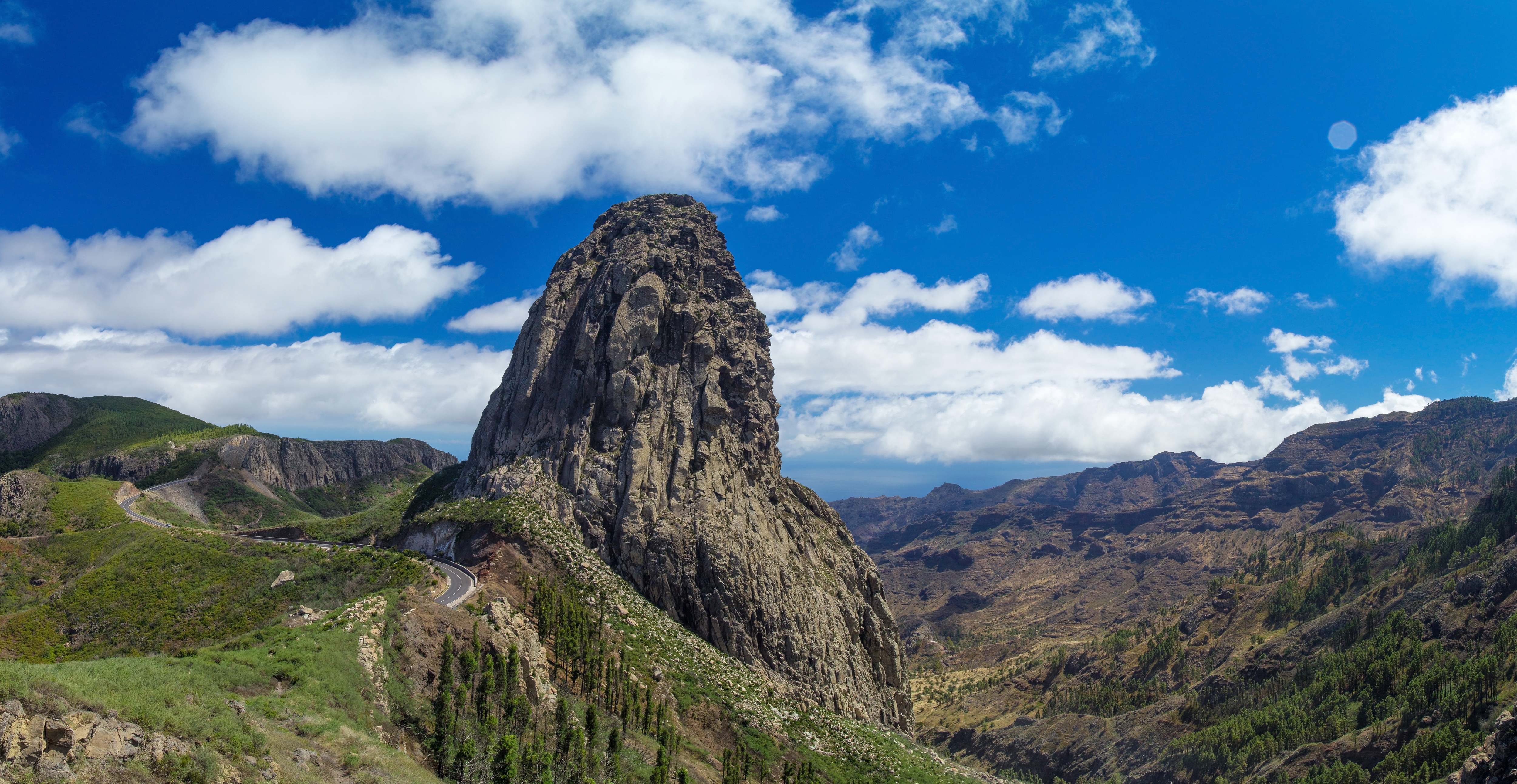
Roque de Agando, en cuya cima se ubicaba un ara de sacrificio o pireo. Las elevaciones eminentes eran lugares sacralizados para los antiguos gomeros.

### Expediciones portuguesas

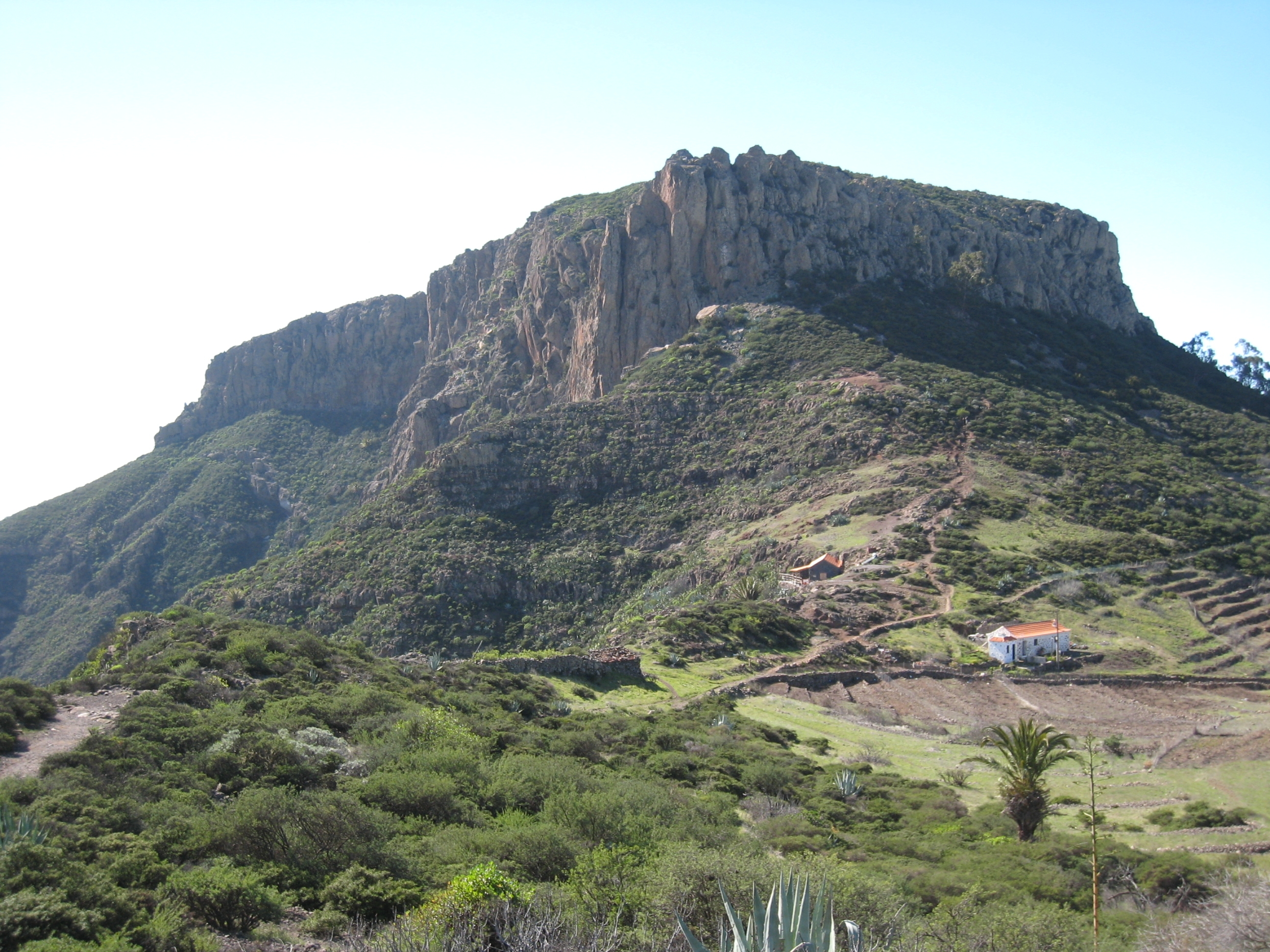
Fortaleza de Chipude, identificada como la Argodei de los gomeros donde fueron cercados los portugueses de Fernando de Castro hacia 1425.

## Supervivencias

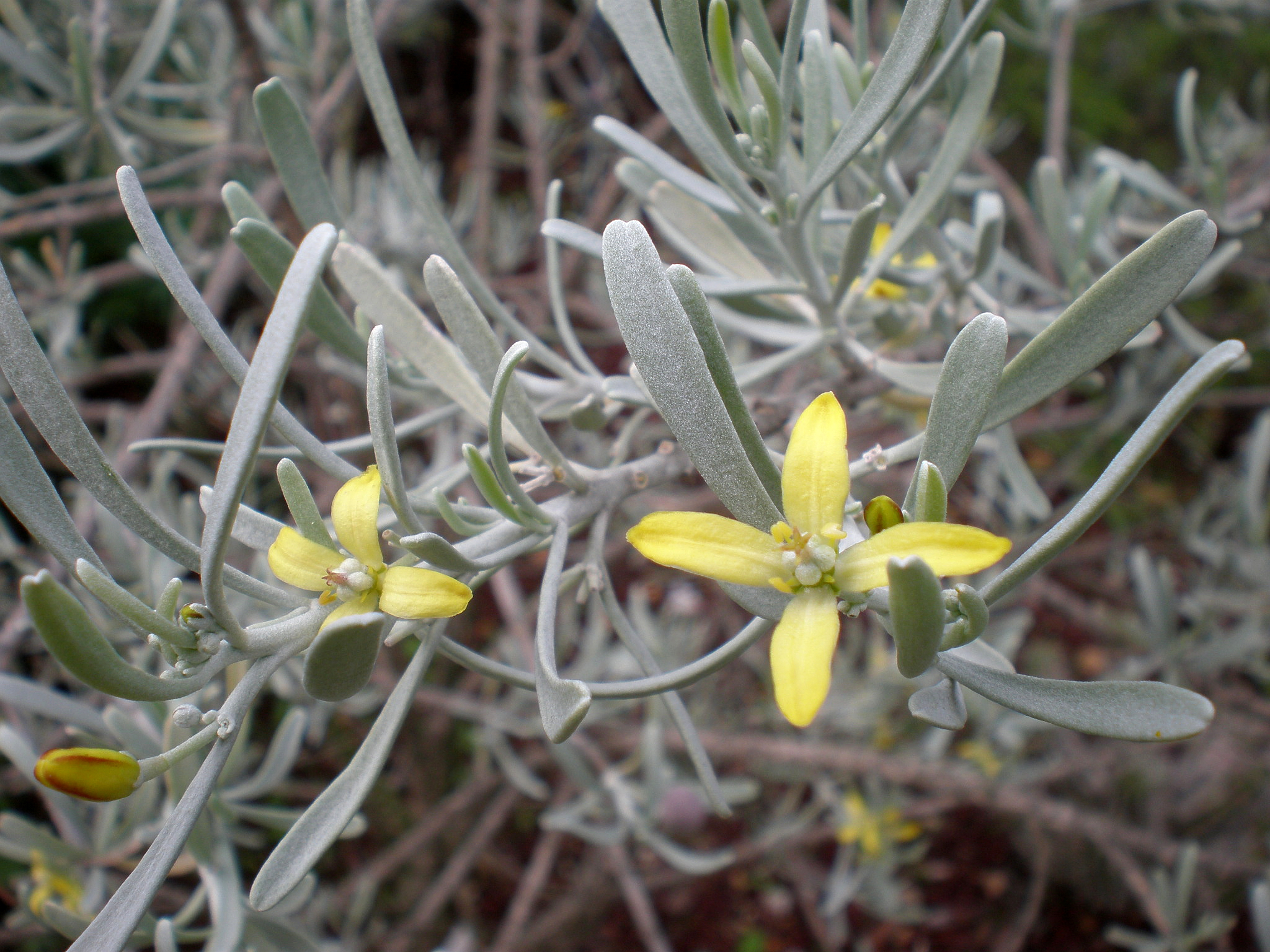
Orijama, nombre común que proviene del habla de los antiguos gomeros.